# Aneroëstes
Aneroëstes (griego: Ἀνηροέστης) o Aneroëstos (Ἀνηρόεστος) fue uno de los dos líderes de los gesatas, grupo de mercenarios celtas que vivían en los Alpes cerca del Ródano y lucharon contra la República romana. Él y su colega, Concolitano, fueron llamados por los boyos e ínsubros bajo la promesa de un gran botín para enfrentar la colonización romana en el Piceno. Tras un éxito inicial en Fiesole y conseguir esclavos y bienes, Aneroëstes persuadió a los galos de retirarse pero el cónsul Cayo Atilio Régulo le forzó a presentar batalla en Telamón.
Los gesatas lucharon en la vanguardia, pero como iban desnudos salvo sus armas y unos pequeños escudos, fueron presa fácil de los pilum romanos. Los sobrevivientes fueron forzados a retroceder y sus aliados masacrados. Mientras su colega era capturado vivo, Aneroëstes logró escapar con un pequeño grupo de seguidores para quitarse la vida poco después.